# Loma de la Rosa, Michoacán de Ocampo
Loma de la Rosa är en ort i Mexiko.   Den ligger i kommunen Maravatío och delstaten Michoacán de Ocampo, i den södra delen av landet, 150 km väster om huvudstaden Mexico City. Loma de la Rosa ligger 2 101 meter över havet och antalet invånare är 481.
Terrängen runt Loma de la Rosa är kuperad söderut, men norrut är den platt. Runt Loma de la Rosa är det ganska tätbefolkat, med 104 invånare per kvadratkilometer. Närmaste större samhälle är Maravatío, 6,8 km sydost om Loma de la Rosa. I omgivningarna runt Loma de la Rosa växer huvudsakligen savannskog.